# Steve Wilkerson
Steve Wilkerson (* Oklahoma) ist ein US-amerikanischer Jazz-Musiker (Saxophone und Klarinette), Musikpädagoge und Komponist.

## Biografie
Steve Wilkerson trat bereits mit elf Jahren in der Tanzband seines Vaters professionell auf. Mit einem Stipendium studierte er an der University of Tulsa und war Altsaxophonist im Jazzensemble der Hochschule. Nach Erwerb des Bachelors in klassischer Klarinette gewann er den Downbeat Combo Award. Nach seiner Graduierung ging er mit dem Stan Kenton Orchester auf Tour; danach zog er nach Los Angeles, wo er als Tenorsaxophonist arbeitete. Mit Joey DeFrancesco nahm er das Saxophon/Orgel-Album A Blue Sorta Thing (2000) auf; auf dem Baritonsaxophon ist er auf dem folgenden Album Shaw ‘Nuff zu hören, das das Jazz Journal International zu einem der wichtigsten Alben des Jahres wählte. Des Weiteren nahm er eine Reihe von Alben mit seiner Frau Andrea Baker für das eigene Label Dana Records auf.
Außerdem nahm er mit Shelly Manne und dem Frank Capp Juggernaut Band auf (Soft as Velvet) und trat mit Clark Terry, Mel Tormé, Sarah Vaughan, Nancy Wilson, Herbie Hancock, The Temptations, Barbra Streisand und Barry Manilow auf. Wilkerson unterrichtete 16 Jahre im Bereich Jazz am Mt. San Antonio College in Walnut (Kalifornien) und hatte Meisterklassen an verschiedenen Universitäten.
2006 wurde er in die Oklahoma Jazz Hall of Fame aufgenommen.